# 27. fusilirski polk (Wehrmacht)
27. fusilirski polk (izvirno nemško Füsilier-Regiment 27) je bil fusilirski polk v sestavi redne nemške kopenske vojske med drugo svetovno vojno.

## Zgodovina
Polk je bil ustanovljen 10. decembra 1942 z reorganizacijo 27. pehotnega polka, nosilca tradicije fusilirskega polka »Kaiser Wilhelm« št. 90 iz Rostocka; polk je bil dodeljen 12. pehotni diviziji.
Boril se je na vzhodni fronti. 6. aprila 1943 sta bili v bojih uničeni 6. in 7. četa, 17. septembra 1943 pa še štab 2. bataljona.
Avgusta 1944 je bil polk osvežen in popolnjen ter dodeljen 12. ljudski grenadirski diviziji, ki je delovala na zahodni fronti.